# Jamie Hewlett

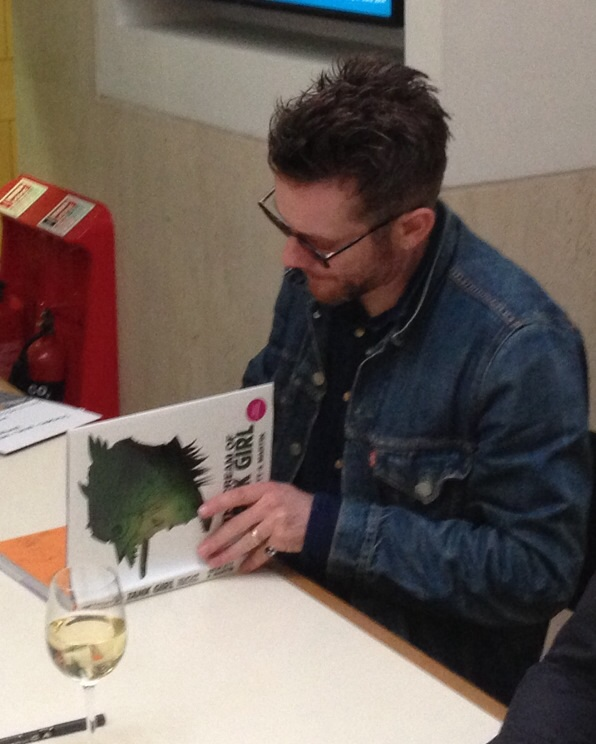
Jamie Hewlett

Jamie Christopher Hewlett (* 3. April 1968 in Horsham, West Sussex) ist ein britischer Illustrator und Comic-Künstler. Er ist Erfinder und Illustrator der Comic-Reihe Tank Girl und Gründungsmitglied sowie Art-Director des Bandprojekts Gorillaz.

## Leben
Jamie Hewlett besuchte in den 1980er Jahren die Kunstuniversität Northbrook College in Worthing. Dort veröffentlichte er 1987 das Comic-Fanzine Atom Tan gemeinsam mit seinen Studienkollegen Phil Bond und Alan Martin. Für Atom Tan entwickelte er die Comicfigur Tank Girl. Tank Girl erhielt später einen regelmäßigen Slot im Magazin Deadline, bekam 1991 eine Heftserie bei Dark Horse Comics und wurde 1995 mit Lori Petty in der Hauptrolle verfilmt.
Erste Kontakte in der Musikbranche knüpfte Hewlett ab 1989 durch Cover-Illustrationen für die Band Senseless Things. Ab 1990 zeichnete er für das Magazin 2000 AD die Serie Hewligan’s Haircut. 1998 schuf er gemeinsam mit seinem WG-Mitbewohner Damon Albarn die virtuelle Band Gorillaz, für die er die fiktiven Charaktere visualisiert.
2011 heiratete er die französische Schauspielerin Emma de Caunes. Hewlett lebt und arbeitet in London und Paris.